# Liste des aéroports les plus fréquentés au Portugal
Cet article dresse la liste des aéroports les plus fréquentés du Portugal, en nombre de passagers.

## En graphique
Pour des raisons techniques, il est temporairement impossible d'afficher le graphique qui aurait dû être présenté ici.

Voir la requête brute et les sources sur Wikidata.

## Année 2017
| Rang | Aéroport                                | AITA | Région   | Total Passagers | Evol annuelle | Total mouvements | Evol annuelle |
| ---- | --------------------------------------- | ---- | -------- | --------------- | ------------- | ---------------- | ------------- |
| 1    | Aéroport Humberto Delgado de Lisbonne   | LIS  | Lisbonne | 26663096        | 18.8%         | inconnu          | 10,2%         |
| 2    | Aéroport de Porto-Francisco Sá-Carneiro | OPO  | Porto    | 10787630        | 15,0%         | inconnu          | 11,6%         |
| 3    | Aéroport de Faro                        | FAO  | Faro     | 8727132         | 14,4%         | inconnu          | 1,6%          |
| 4    | Aéroport de Madère                      | FNC  | Madère   | 3377000         | 7,9%          | inconnu          | 12,0%         |
| 5    | Aéroport João Paulo II                  | PDL  | Açores   | 1849000         | 9%            | inconnu          | 13,3%         |
| 6    | Base aérienne de Lajes                  | TER  | Açores   | 579747          | 14,6%         | inconnu          | 12,0%         |
| 7    | Aéroport de Horta                       | HOR  | Açores   | 258500          | 7.7%          | inconnu          | 12,0%         |
| 8    | Aéroport de Porto Santo                 | PXO  | Madère   | 175300          | 14,6%         | inconnu          | 12,0%         |
| 9    | Aéroport de Santa Maria                 | SMA  | Açores   | 93436           | 14,6%         | inconnu          | 12,0%         |
| 10   | Aéroport de Flores                      | FLW  | Açores   | 64000           | 15,8%         | inconnu          | 12,0%         |
| 11   | Aéroport de Pico                        | PIX  | Açores   | 119000          | 14,6%         | 738              | 12,0%         |
| 12   | Aérodrome de São Jorge                  | SJZ  | Açores   | inconnu         | 14,6%         | 738              | 12,0%         |
| 13   | Aérodrome de Graciosa                   | GRW  | Açores   | inconnu         | 14,6%         | 738              | 12,0%         |
| 14   | Aérodrome de Corvo                      | CVU  | Açores   | 7107            | 14,6%         | 288              | 12,0%         |